# Meliola polyodonta
Meliola polyodonta är en svampart som beskrevs av Syd. 1926. Meliola polyodonta ingår i släktet Meliola och familjen Meliolaceae.   Inga underarter finns listade i Catalogue of Life.